# Luise Zietz

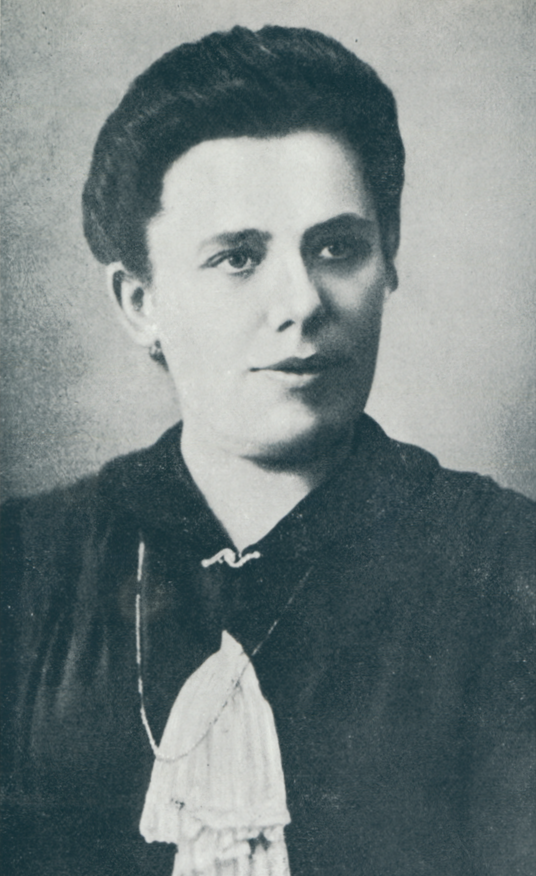
Luise Zietz ca. 1908

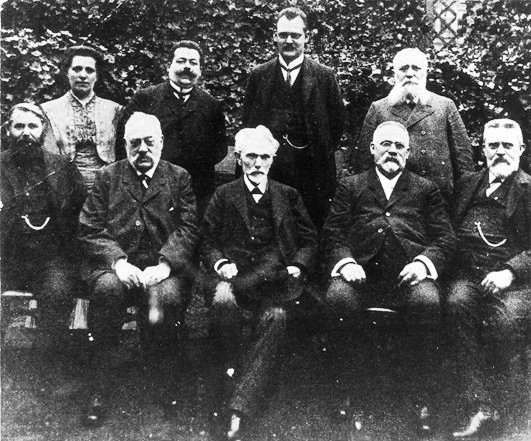
SPD-Parteivorstand 1909. Hintere Reihe: Luise Zietz, Friedrich Ebert, Hermann Müller, Robert Wengels. Vordere Reihe: Alwin Gerisch, Paul Singer, August Bebel, Wilhelm Pfannkuch, Hermann Molkenbuhr

Luise Catharina Amalie Zietz, geborene Körner, (auch Louise; * 25. März 1865 in Bargteheide; † 27. Januar 1922 in Berlin) war eine deutsche Politikerin (SPD, USPD) und die erste Frau in Deutschland, die in einen Parteivorstand gewählt wurde.

## Kindheit und Beruf
Zietz wurde als ältestes von vier Kindern eines Wollwebers geboren und musste früh in der väterlichen Heimweberei mitarbeiten. Nach dem Besuch der Volksschule arbeitete Zietz zunächst als Dienstmädchen und Tabakarbeiterin. Sie ließ sich im „Hamburger-Fröbel-Verein“ von Johanna Goldschmidt zur Kindergärtnerin ausbilden. 1886 heiratete sie den Hafenarbeiter Carl Zietz in Hamburg (Scheidung 1910) und war ab 1892 in der deutschen Sozialdemokratie tätig. 1911 war sie erstmals in den Berliner Adressbüchern erfasst.

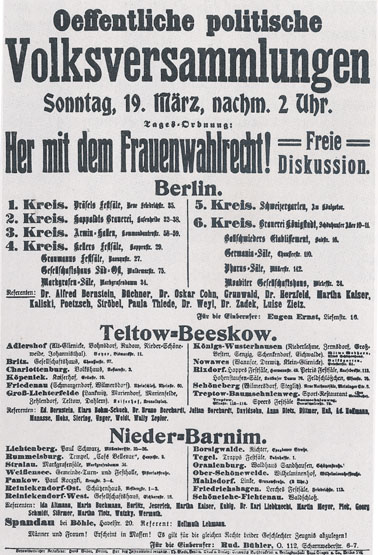
Veranstaltungen zur Forderung nach dem Frauenwahlrecht

## Politik
Beim Hamburger Hafenarbeiterstreik von 1896 trat sie erstmals als Rednerin in der Öffentlichkeit auf. Während des Streiks organisierte sie den Widerstand der Frauen. Zietz war von 1898 bis 1904 Vorsitzende der Zahlstelle des „Verbandes der Fabrik- Land- und gewerblichen Hilfsarbeiter“ in Hamburg-St. Georg und vertrat diesen Ortsverband auf den Gewerkschaftskongressen 1902 und 1910.
Um 1900 wurde Luise Zietz wegen eines „Pressvergehens“ zu drei Tagen Gefängnis verurteilt. In der sozialdemokratischen Frauenzeitschrift Die Gleichheit berichtete sie über ihre dort erlebte schikanöse Behandlung (sie musste sich bis aufs Hemd entkleiden und wurde eingehend körperlich untersucht) sowie die unhaltbaren hygienischen Zustände (vier Personen mussten sich eine Waschschüssel und ein Handtuch teilen). Daraufhin sah sich die Gefängnisdirektion zu einer öffentlichen Erklärung veranlasst, dass sie „zur Vermeidung solcher Vorkommnisse Vorsorge getroffen habe“.
Nach Verabschiedung des Reichsvereinsgesetzes 1908 konnte sie offiziell Mitglied der SPD werden. Sie galt als populäre und erfolgreiche Agitatorin der Partei, vor allem in der Frauenagitation. Wegen dieser Fähigkeiten wurde sie „weiblicher Bebel“ genannt. Auf dem Nürnberger Parteitag wurde sie als erste Frau in Deutschland in einen Parteivorstand gewählt.
Auf dem Parteitag im September 1909 referierte sie über die Invaliden- sowie Hinterbliebenenversicherung und war Mitunterzeichnerin einer umfangreichen Resolution zu deren Verbesserung.
Im Jahre 1910 stellte sie auf der Zweiten Internationalen Frauenkonferenz in Kopenhagen eine Resolution vor, in der sie sich für das allgemeine Frauenwahlrecht aussprach: „Das beschränkte Frauenwahlrecht sei nicht eine Etappe auf dem Wege zum allgemeinen Wahlrecht, sondern das größte Hindernis dafür. Der Kampf für das Frauenwahlrecht müsse geführt werden.“ Den auf dieser Konferenz beschlossenen Internationalen Frauentag in Deutschland organisierte sie im Folgejahr.

Zietz kämpfte für die Einführung des Achtstundentages, den Mutterschutz und das Verbot von Kinderarbeit. Sie schrieb regelmäßig für die Frauenzeitschrift Die Gleichheit und Die Neue Zeit.

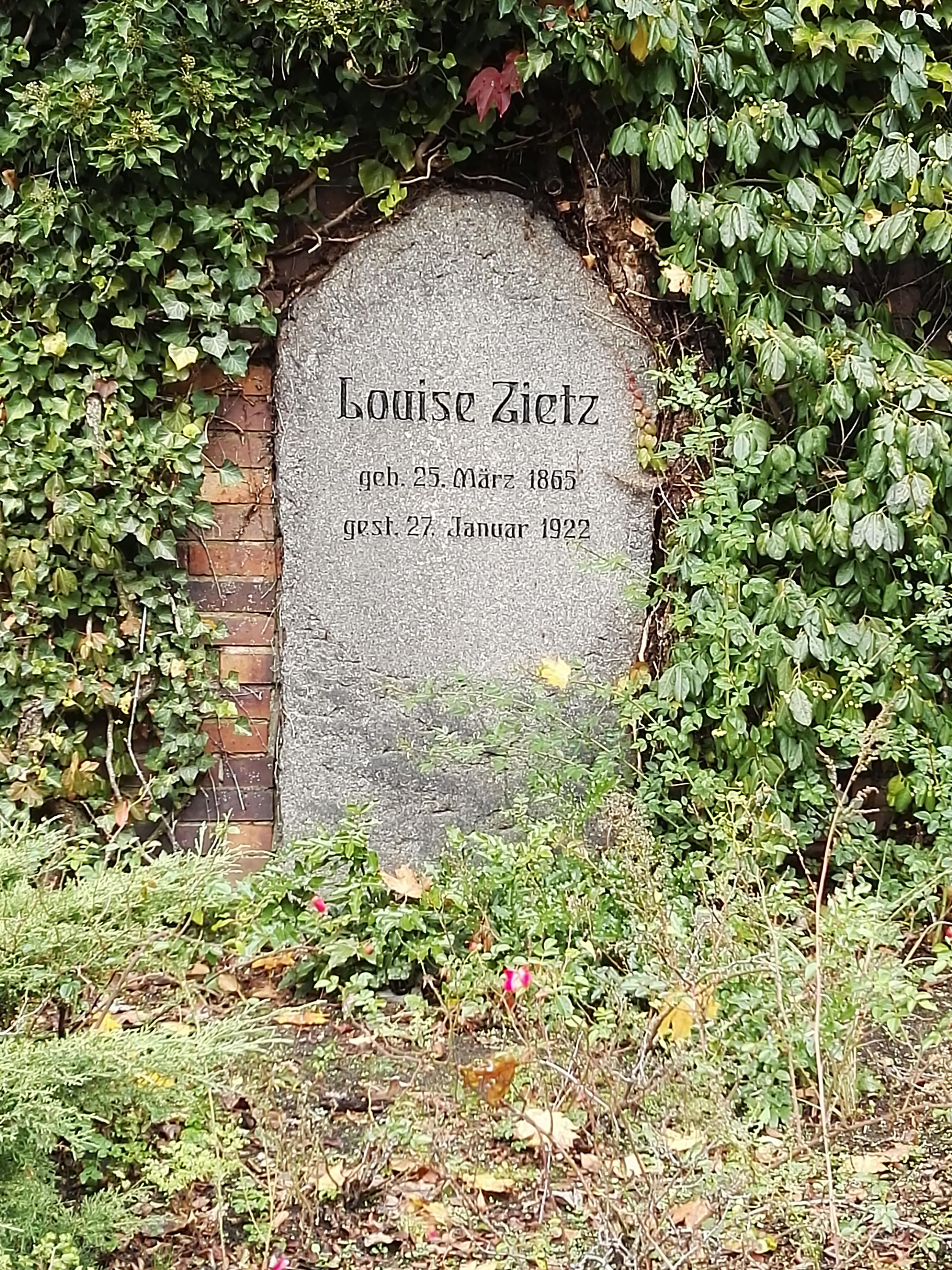
Grabstätte

Während des Ersten Weltkriegs sprach sich Luise Zietz als Pazifistin gegen die Bewilligung von Kriegskrediten aus und wurde aus dem SPD-Parteivorstand geworfen. 1917 gehörte sie zu den Gründungsmitgliedern der USPD, deren Zentralkomitee sie bis zu ihrem Tod angehörte. Im Zusammenhang mit den Marineunruhen im Sommer 1917 wurde Zietz am 12. Oktober 1917 durch den Untersuchungsrichter des Oberreichsanwalts verhaftet, weil sie als Büroleiterin der USPD „längere Konferenzen“ mit Angehörigen der Marine hatte. Hierbei ging es um eine Angelegenheit, die Reichskanzler Georg Michaelis und der Staatssekretär im Reichsmarineamt Eduard von Capelle am 9. Oktober erörtert hatten.
Luise Zietz hatte am 26. Januar 1922 während einer Reichstagssitzung einen Ohnmachtsanfall und starb am Folgetag. Sie wurde auf dem Zentralfriedhof Friedrichsfelde in Berlin-Friedrichsfelde beigesetzt. Nach Umbettung im Jahr 1951 befindet sich ihr Grab dort an der Ringmauer der Gedenkstätte der Sozialisten.

## Abgeordnete
Luise Zietz gehörte 1919/20 der Weimarer Nationalversammlung an und war anschließend bis zu ihrem Tode Reichstagsabgeordnete.
Die Abgeordnete Clara Mende von der DVP schrieb in einem Nachruf, die als streitbar und unweiblich geltende Zietz habe ein weiches Herz gehabt. Bei einer Tasse Kaffee habe sie die Lebensgeschichte von Zietz erfahren und nicht mehr verurteilen können, was andere ihr vorwarfen.

## Würdigung
Nach Zietz wurde 1951 die Luise-Zietz-Straße in Berlin-Biesdorf benannt; außerdem gibt es eine Luise-Zietz-Straße in Zwickau-Oberplanitz und eine Louise-Zietz-Straße in Bad Oldesloe. In ihrer Geburtsstadt Bargteheide gibt es außerdem einen Louise-Zietz-Weg.
Das öffentliche Gedenken an Zietz wurde in der Vergangenheit insbesondere von ihrer Urgroßnichte Susanne Schütt gepflegt. Anlässlich ihres 100. Todestages war in Bargteheide eine Gedenkveranstaltung geplant, die aufgrund der COVID-19-Pandemie jedoch verschoben wurde. Zietz' Leben wird von der örtlichen SPD-Gruppe, regionalen Künstler und Schülern der Dietrich-Bonhoeffer-Schule in Bargteheide erforscht.

## Werke (Auswahl)
- Das Kinderschutzgesetz und dessen Handhabung. In: Die neue Zeit. Wochenschrift der deutschen Sozialdemokratie. 22.1903-1904, 1. Band (1904), Heft 22, S. 705–708. Digitalisat
- Die Wirksamkeit des Kinderschutzgesetzes. In: Die neue Zeit. Wochenschrift der deutschen Sozialdemokratie. 24.1905-1906, 1. Band (1906), Heft 18, S. 587–594. Digitalisat
- Zieglerelend. In: Die neue Zeit. Wochenschrift der deutschen Sozialdemokratie. 24.1905-1906, 2. Band.(1906), Heft 44, S. 596–604. Digitalisat
- Landarbeiter und Sozialdemokratie. Nach dem Referat auf der Frauenkonferenz in Mannheim 1906. Buchhandlung Vorwärts, Berlin 1907.
- Zur Frage des Mutter- und Säuglingsschutzes. Verlag der Leipziger Buchdruckerei AG, Leipzig 1911. Digitalisat (Rezension[22])
- Das Frauenwahlrecht, ein Rechtstitel und eine Notwendigkeit. In: Frauenwahlrecht! Hrsg. zum Ersten Sozialdemokratischen Frauentag von Clara Zetkin. 19. März 1911, S. 4-5. Digitalisat und Volltext im Deutschen Textarchiv
- Die Frauen und die Reichstagswahlen, in: Vorwärts Nr. 2, 4. Januar 1912, S. 1.
- [Rezension zu]: Otto Rühle, Das proletarische Kind. Eine Monographie. München 1911, Verlag von Albert Langen. 262 Seiten. Preis 3 Mark. In: Die neue Zeit. Wochenschrift der deutschen Sozialdemokratie. 30.1911-1912, 2. Band (1912), Heft 44, S. 677–678. Digitalisat
- Das Frauenwahlrecht[,] eine geschichtlich begründete Forderung. In: Frauenwahlrecht! Hrsg. zum Zweiten Sozialdemokratischen Frauentag. 12. Mai 1912, S. 4–6. Digitalisat und Volltext im Deutschen Textarchiv
- Die Frauen und der politische Kampf. Hrsg. vom Parteivorstand der sozialdemokratischen Partei Deutschlands. Buchhandlung Vorwärts (Paul Singer), Berlin 1911. (2. verb. Aufl. 1912) (Rezension[23])
- Die sozialdemokratische Frauenbewegung Deutschlands. Die neue Zeit. Wochenschrift der deutschen Sozialdemokratie. 30.1911-1912, 2. Band (1912), Heft 50, S. 916–919. Digitalisat
- Bist Du eine der Unsrigen? Ein Mahnwort an die Frauen und Mädchen des arbeitenden Volkes. Buchhandlung Vorwärts (Paul Singer), Berlin 1912.
- Kinderarbeit, Kinderschutz und die Kinderschutzkommissionen. Hrsg. vom Parteivorstand der sozialdemokratischen Partei Deutschlands. Buchhandlung Vorwärts (Paul Singer), Berlin 1912 (=Sozialdemokratische Frauenbibliothek 3)
- Die proletarische Frauenbewegung der verflossenen Jahres. Die neue Zeit. Wochenschrift der deutschen Sozialdemokratie. 31.1912-1913, 2. Band (1913), Heft 50, S. 880–886. Digitalisat
- Komm zu uns! Ein Weckruf an die junge Arbeiterin. Hrsg. von der Zentralstelle für die arbeitende Jugend Deutschlands. Vorwärts, Berlin 1913.
- Das Frauenwahlrecht[,] eine Waffe gegen die Reaktion in der Gesetzgebung und Verwaltung. In: Arbeiterinnen-Zeitung. 23. Jahrgang, Nr. 6. Wien 17. März 1914, S. 6 (Digitalisat).
- Warum sind wir arm? Eine Frage an alle Arbeiterinnen. Vorwärts, Berlin 1914.
- Gewinnung und Schulung der Frau für die politische Betätigung. Vorwärts, Berlin 1914. (=Sozialdemokratische Frauenbibliothek 8)
- Die sozialdemokratischen Frauen und der Krieg. Stuttgart 1915. (=Ergänzungshefte zur Die neue Zeit. Heft 21) (Reprint Auvermann, Glashütten im Taunus 1976) (Rezension[24])

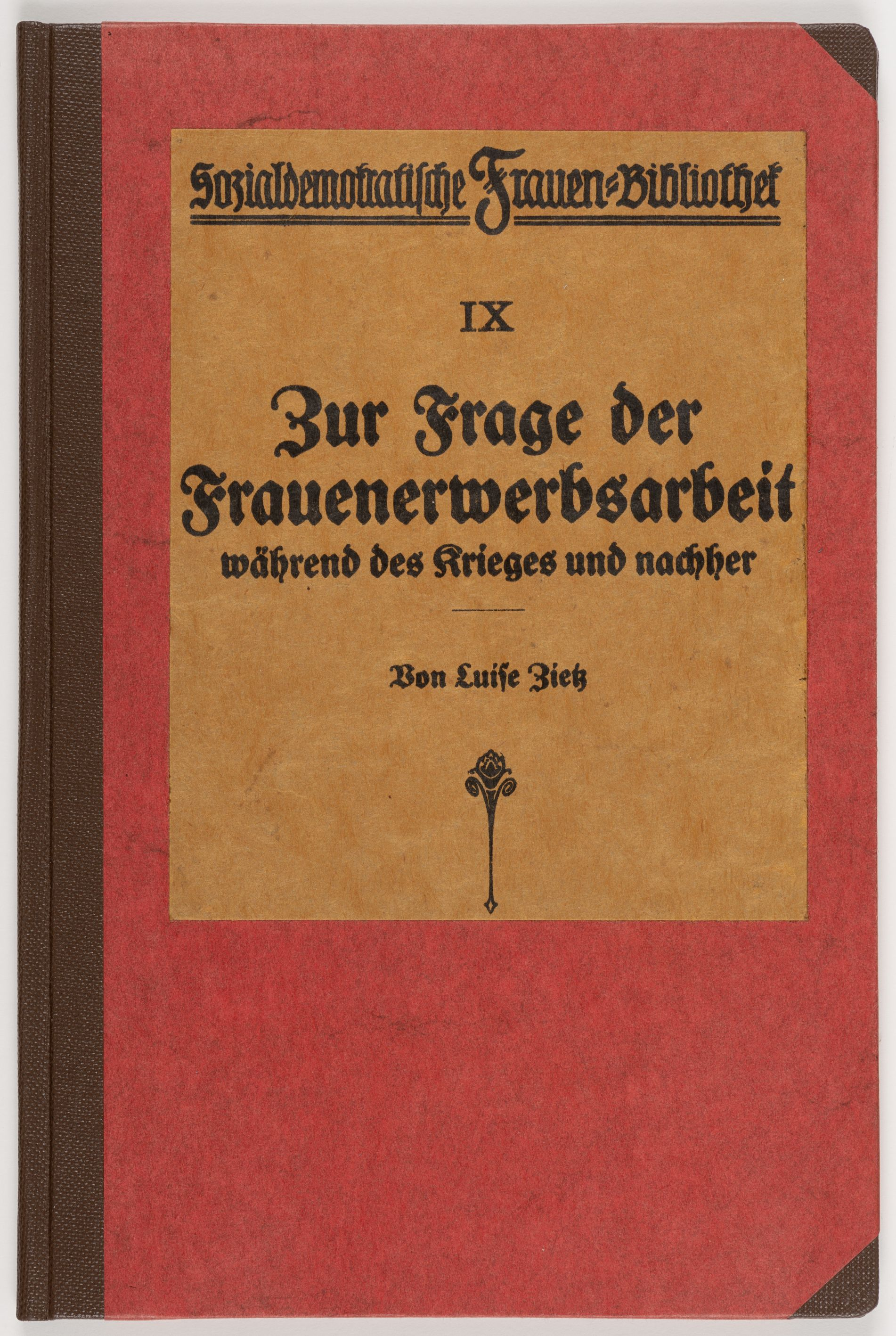
Zur Frage der Frauenerwerbsarbeit während des Krieges und nachher, 1916

- Zur Frage der Frauenerwerbsarbeit während des Krieges und nachher. Hrsg. vom Parteivorstand der Sozialdemokratischen Partei Deutschlands. Vorwärts, Berlin 1916. (=Sozialdemokratische Frauenbibliothek 9)
- Zu den Ketzereien in der Frage der industriellen Nachtarbeit. In: Die neue Zeit. Wochenschrift der deutschen Sozialdemokratie. 35.1916-1917, 2. Band (1917), Heft 25, S. 594–598. Digitalisat
- Genossinnen! (Flugblatt April 1917) Digitalisat MDZ Reader
- Clara Zetkins 60. Geburtstag. In: Die Vorkämpferin verficht die Interessen der arbeitenden Frauen. Hrsg. von Frauenkommission der Sozialdemokratischen Partei der Schweiz. 12(1917), Heft 4, S. 3–4. Digitalisat ETH-Bibliothek
- Gewaltherrschaft und Spitzelpolitik der „sozialistischen“ Regierung. Reden von Luise Zietz, Wilhelm Bock u. a. Leipzig 1919.
- Willst du arm und unfrei bleiben? Ein Aufruf an die Frauen des werktätigen Volkes. Hrsg. vom Zentralkomitee der U.S.P.D., Verlags-Genossenschaft „Freiheit“, Berlin 1919. Digitalisat
- Das Maifest 1919. In: Die Vorkämpferin verficht die Interessen der arbeitenden Frauen. Hrsg. von Frauenkommission der Sozialdemokratischen Partei der Schweiz. 14 (1919), Heft 5, S. 2–3. Digitalisat ETH-Bibliothek
- Die Frauen und die Reichstagswahlen. Parteileitung der USPD, Magdeburg 1920. (Digitalisat)
- Die Unabhängige Sozialdemokratie und die Beamten. Zentralkomitee der USPD, o. O. 1921.
- Karl Marchionini: Ein Plan zur Sozialisierung der Landwirtschaft. Mit einem Vorwort von Luise Zietz. Leipziger Buchdruckerei A. G., Leipzig 1920.
- Walter Eschbach: Proletarisches Kinderelend. Mit einem Geleitwort von Luise Zietz. Buchhandlung Freiheit GmbH, Berlin 1923.